# Tunnel Trimberg
Der Tunnel Trimberg ist ein 585 m langer Straßentunnel der Bundesautobahn 44, der sich in der Gemarkung von Oetmannshausen, einem Ortsteil der Gemeinde Wehretal im Werra-Meißner-Kreis, befindet. Benannt ist er nach dem Trimberg (332,6 m), dessen Südostflanke er unterquert. Er ist zusammen mit dem Teilstück zwischen Waldkappel und Sontra-West am 9. Dezember 2024 für den Verkehr freigegeben worden.

## Geographische Lage
Der Tunnel liegt südwestlich von Eschwege zwischen den Dörfern Reichensachsen im Nordosten und Oetmannshausen im Süden, beides Ortsteile der Gemeinde Wehretal, und befindet sich damit im Naturraum „Finkenberg-Dachsberg-Zug“ des Fulda-Werra-Berglands. Er durchquert den Südosten des Naturschutzgebiets Trimberg bei Reichensachsen.
Die Bundesstraße 27 und die Bahnstrecke Göttingen–Bebra verlaufen unweit östlich seines Nordostportals von Eschwege im Norden nach Sontra im Süden und werden hier, ebenso wie die Wehre, von der bereits fertiggestellten Wehretalbrücke Reichensachsen überquert, die die BAB 44 von dem in Südwest-Nordost-Richtung verlaufenden Tunnel Trimberg im Westen in langgezogenem Bogen zum in Nord-Süd-Richtung verlaufenden Tunnel Spitzenberg im Osten tragen wird.

## Bau und technische Daten
Der Tunnel ist Teil des Verkehrsprojekts Deutsche Einheit Nr. 15 (Autobahnverbindung Kassel – Eisenach) und Teil der Verlängerung der A 44 von Kassel nach Herleshausen (geplantes AD „Herleshausen-Wommen“) an der BAB 4. Auftraggeber ist die Deutsche Einheit Fernstraßenplanungs- und -bau GmbH (DEGES), die Bauausführung liegt bei der „Arbeitsgemeinschaft (Arge) Tunnel Trimberg“, bestehend aus der Ed. Züblin AG und der Hochtief Infrastructure GmbH. Baubeginn war im Jahre 2016, der offizielle Tunnelanstich erfolgte im Mai 2018. Am 20. März 2019 wurde der Durchschlag der Nordröhre gefeiert.
Der Tunnel hat zwei parallel verlaufende Röhren. Die südliche ist teilweise dreispurig, da dort die Ausleitung der Anschlussstelle in Richtung Eschwege in den Tunnel integriert werden musste. Die beiden Röhren sind durch zwei begehbare Querstollen miteinander verbunden, die bei Gefahrsituationen als Fluchtwege in die jeweils andere Röhre dienen, die dann für den Verkehr gesperrt werden kann. 440 Meter des Bauwerks mussten in bergmännischer Bauweise erstellt werden, die übrigen rund 20 m im Westen bzw. 140 m im Nordosten wurden in Offener Bauweise erstellt. Die Offene Bauweise am westlichen Tunnelende beinhaltet die Portalbauwerke, während sie am nordöstlichen Tunnelende auch die Ausleitung der Anschlussstelle Eschwege aus der Südröhre einschließt.
Der Vortrieb durchörterte den dortigen Buntsandstein der Bernburg-Formation und wurde in Spritzbetonbauweise gemäß NÖT im Bagger- und Sprengvortrieb ausgeführt. Der Ausbau erfolgte mit einer Innenschale aus Ortbeton mit Schalenstärken von 50 bis 60 cm. Aufgrund der Lage unterhalb des Grundwasserspiegels erhielt jede Röhre eine umlaufende Abdichtung aus einer Kunststoffdichtungsbahn (KDB).